# Brassaï

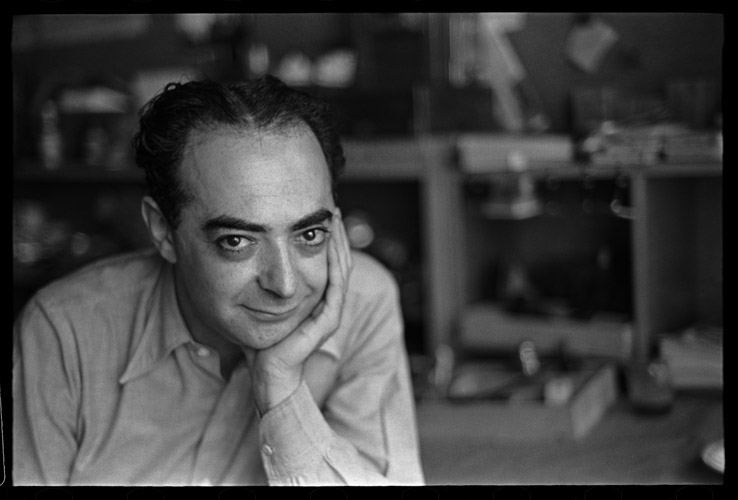
1936

Brassaï, pseudonym för Gyula Halász, född 9 september 1899 i Brassó i Ungern (nuvarande Brașov i Rumänien) och död 7 juli 1984 i Beaulieu-sur-Mer i Frankrike var en ungersk-fransk fotograf, konstnär och författare, sedan 1924 bosatt och verksam i Paris. Han slog igenom 1932 med boken Paris de nuit, sitt första verk om Paris nattliv, där han kombinerar en hög konstnärlig nivå med skicklig teknik.

## Biografi
Gyula Halász växte upp i en intellektuell medelklassfamilj. Fadern var lärare i franska. 1903-1904 bodde familjen ett år i Paris, en mycket lycklig tid för Gyula. Efter återkomsten till Ungern bosatte man sig i Budapest. Gyula studerade måleri vid konstakademin där 1917-1919 och vid konstakademin i Berlin 1921-1922. I Berlin lärde han känna konstnärerna László Moholy-Nagy, Vasilij Kandinskij och Oskar Kokoschka.
1924 flyttade Gyula Halász till Paris, en stad han blev trogen resten av livet. Han arbetade som frilansjournalist och som konstnär och nyhetstecknare. 1926 lärde han känna fotografen André Kertész. Brassaï följde med när Kertész fotograferade och lärde sig fotokonstens grunder av honom. 1929 började han själv att ta bilder. Det var i Paris som han som fotograf började använda pseudonymen Brassaï (= från Brassó) - sina målningar fortsatte han att signera med "Halász". Fotoboken Paris de nuit (1932) blev internationellt framgångsrik och ledde till utställningar på museer och gallerier och till uppdrag för tidskrifter som den surrealism-inspirerade Minotaure och modetidningen Harper’s Bazaar. Han fick i uppdrag att fotografera Pablo Picassos skulpturer vilket blev början på en långvarig vänskap med konstnären. 
Efter Andra världskriget fortsatte Brassaï som fotograf men ägnade sig också åt annan konstnärlig verksamhet. Han blev fransk medborgare 1948 efter att i många år ha varit statslös. Detta år gifte han sig också med Gilberte Boyer. Brassaï gav ut böcker, gjorde scenografi till Picassos balett Rendez-vous, målade och tecknade. Hans film Tant qu’il aura’ de’s bêtes utsågs till den mest nyskapande vid filmfestivalen i Cannes 1956. Han fick genom åren också många andra priser och utmärkelser, bland andra Ordre national du Mérite 1976. Gyula Halász – Brassaï – avled 1984.

## Fotografi
Brassaïs genombrott som fotograf kom 1932 med boken Paris de nuit. Den var resultatet av nattliga vandringar genom Paris. Han fotograferade de människor som var aktiva efter mörkrets inbrott. Artister och gäster på enkla nöjesställen liksom på Follies Bergère, prostituerade och deras kunder, latrintömmare, gangsters och tiggare. Han hade en förmåga att tala med människor ur alla samhällsklasser och vinna deras förtroende. På sina promenader hade han ofta sällskap av författaren Henry Miller. I Millers roman Tropic of Cancer (1961, på svenska Kräftans vändkrets 1965) figurerar Brassaï, fast under annat namn.
Brassaï hade bland kameror en favoritmodell, Voigtländer Bergheil, en mellanformatskamera med bälg. Format 6 x 9, bländare f/4,5.
Brassaï rörde sig ofta i konstnärskretsar och porträtterade flera av tidens författare, konstnärer och intellektuella. Även om hans främsta intresse var människor var han också fascinerad av stadens arkitektur, husens fasader och väggarnas struktur, och kanske den förste som uppmärksammade stadens graffiti. Miller kallade honom ”The eye of Paris”, Paris öga.
| ”                  | Brassaï känner visserligen de lagar som styr linjer och ytor - hans bilder har en fin balans och en nästan ljuvt tonande svart-grå-vit skala - men det är ändå hans rent medmänskliga egenskaper, hans sensuella kontakt med livet, som gör hans bilder så värdefulla. | „ |
| – Kurt Bergengren, | |   |

| ”                   | Många fotografer skulle säkert bli förvånade inför Brassaïs sätt att arbeta. Han tar aldrig flera rullar, utan bara en enda bild när han ska göra ett porträtt. Mäter upp avstånd med ett snöre. Använder magnesiumblixt i stället för lampor, av rädsla för skuggorna. | „ |
| – Bengt Söderbergh, | |   |

## Författarskap
I sina fotoböcker berättade Brassaï samtidigt i ord om de människor och miljöer han skildrade i bild, men själva författandet blev med åren allt viktigare för honom och han gav ut flera böcker där texten var det centrala. (Han slutade att fotografera 1962.)
- Histoire de Marie (1949) är en samling prosapoem med förord av Henry Miller. Marie är en städerska i Brassaïs hyreshus. Hon är en ”enkel kvinna av folket”, men hon vet sitt värde och låter sig inte bli hunsad.
- Conversations avec Picasso (1964) innehåller Brassaïs dagboksanteckningar från hans många möten med Picasso, främst från 1940-talet. Han väjer inte för Picassos dåliga sidor men boken blir ändå ”… en av de vackraste och kärleksfullaste skildringar av en annan människa som jag någonsin läst.”[7]
- Henry Miller, grandeur nature (1975) och Henry Miller, rocher heureux (1978) är en sorts biografi över Miller. Den består av dagboksanteckningar, brev och minnen av deras möten och samtal.
- Előhívás (ungerska, 1977). På engelska 1997 som Letters to my Parents. Brev som Brassaï skrev till sina föräldrar på 1920- och 1930-talen.
- Marcel Proust sous l’emprise de la photographie (postumt 1997) är en essä där Brassaï prövar tanken att Marcel Prousts litterära teknik i På spaning efter den tid som flytt är inspirerad av fotokonsten.